# Athée (Mayenne)

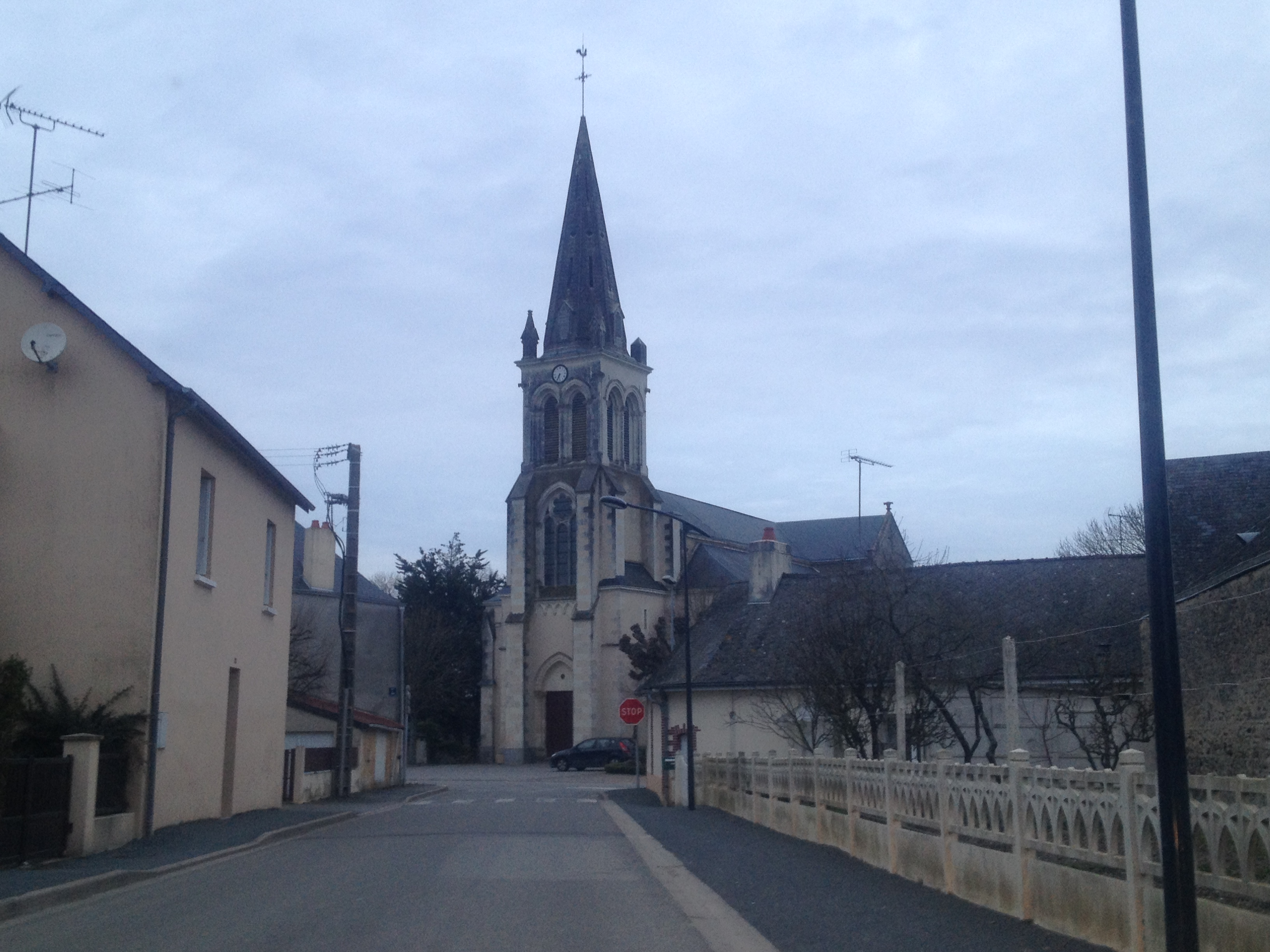
Kerk

Athée is een gemeente in het Franse departement Mayenne (regio Pays de la Loire) en telt 494 inwoners (2005). De plaats maakt deel uit van het arrondissement Château-Gontier.

## Geografie
De oppervlakte van Athée bedraagt 17,0 km², de bevolkingsdichtheid is 29,1 inwoners per km².

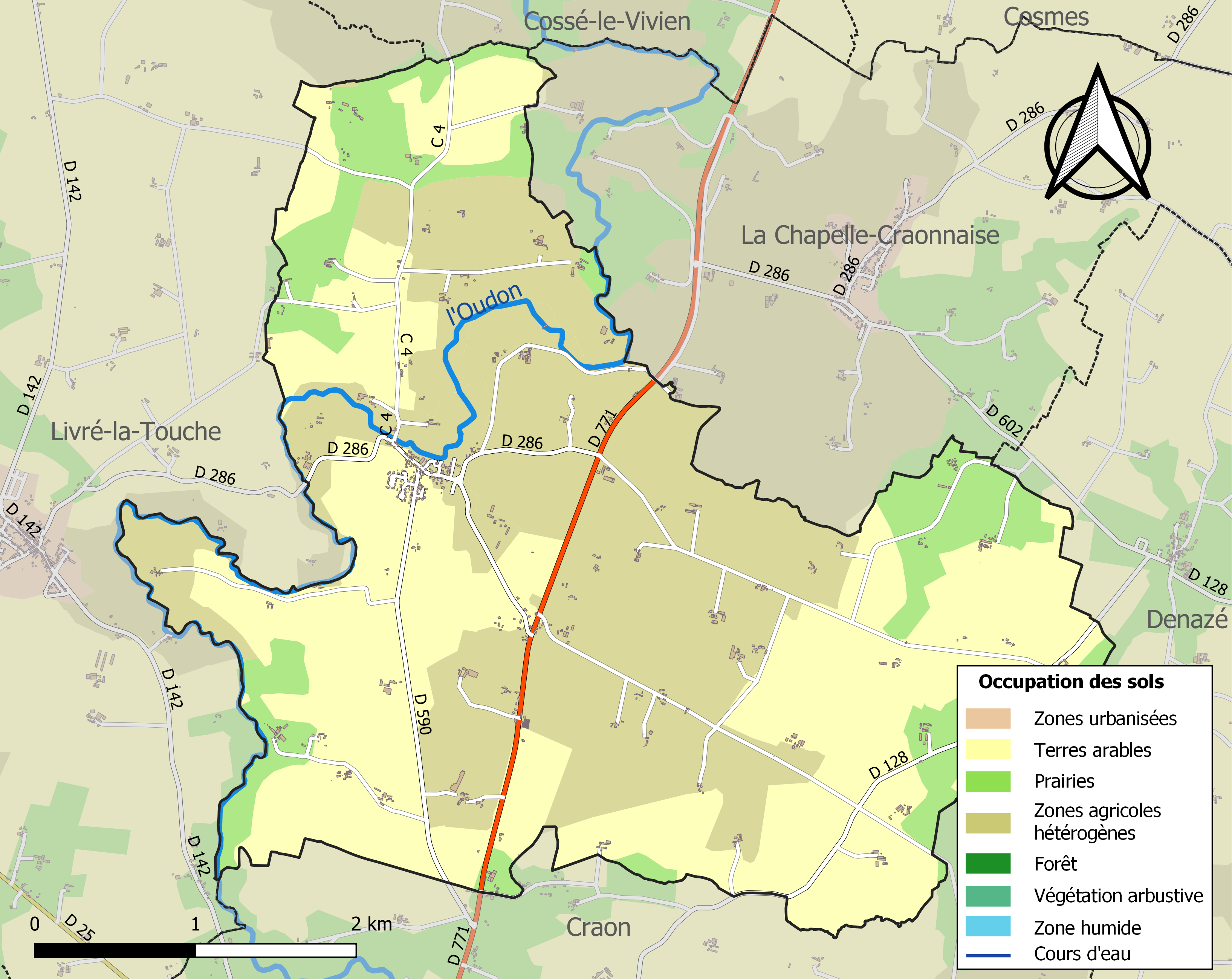
Kaart van de gemeente met de belangrijkste infrastructuur, bodemgebruik en omliggende gemeenten

## Demografie
Onderstaande figuur toont het verloop van het inwonertal (bron: INSEE-tellingen).

1. ↑  Populations de référence 2022.